# Halowe Mistrzostwa Europy w Lekkoatletyce 1980 – bieg na 800 m mężczyzn
Bieg na 800 metrów mężczyzn – jedna z konkurencji biegowych rozgrywanych podczas halowych lekkoatletycznych mistrzostw Europy w hali Glaspalast w Sindelfingen. Eliminacje zostały rozegrane 1 marca, a bieg finałowy 2 marca 1980. Zwyciężył reprezentant Francji Roger Milhau. Tytułu zdobytego na poprzednich mistrzostwach nie bronił Antonio Páez z Hiszpanii.

## Rezultaty

### Eliminacje
Rozegrano 2 biegi eliminacyjne, do których przystąpiło 10 biegaczy. Awans do finału dawało zajęcie jednego z pierwszych dwóch miejsc w swoim biegu (Q). Skład finału uzupełniło dwóch zawodników z najlepszym czasem wśród przegranych (q).
Opracowano na podstawie materiału źródłowego.
Bieg 1
| Miejsce | Zawodnik          | Czas   | Uwagi |
| ------- | ----------------- | ------ | ----- |
| 1       | András Paróczai   | 1:49,7 | Q     |
| 2       | Roger Milhau      | 1:49,9 | Q     |
| 3       | Herbert Wursthorn | 1:50,0 | q     |
| 4       | Koen Gijsbers     | 1:50,2 | q     |
| 5       | Jiří Dlouhý       | 1:50,8 |       |

Bieg 2
| Miejsce | Zawodnik           | Czas   | Uwagi |
| ------- | ------------------ | ------ | ----- |
| 1       | Colomán Trabado    | 1:50,7 | Q     |
| 2       | Klaus-Peter Nabein | 1:50,7 | Q     |
| 3       | Binko Kolew        | 1:50,8 |       |
| 4       | Pavel Jehlička     | 1:51,1 |       |
| 5       | Sermet Timurlenk   | 1:51,9 |       |

### Finał
Opracowano na podstawie materiału źródłowego.
| Miejsce | Zawodnik           | Czas   |
| ------- | ------------------ | ------ |
| 1       | Roger Milhau       | 1:50,2 |
| 2       | András Paróczai    | 1:50,3 |
| 3       | Herbert Wursthorn  | 1:50,4 |
| 4       | Klaus-Peter Nabein | 1:51,4 |
| 5       | Koen Gijsbers      | 1:51,6 |
| –       | Colomán Trabado    | DQ     |